# 塞尼 (安省)
塞尼（法語：Ségny，亦作，法語發音：[seɲi]）是法国东部安省的一个市镇，属于热克斯区。

## 地理
塞尼（46°17'49"N, 6°4'24"E）面积3.24 平方千米，位于法国奥弗涅-罗讷-阿尔卑斯大区安省，该省份为法国东部省份，北起汝拉省，西北接索恩-卢瓦尔省，西接罗讷省和里昂大都会，南至伊泽尔省，东与萨瓦省、上萨瓦省和瑞士接壤。
与塞尼接壤的市镇（或旧市镇、城区）包括：塞西、舍夫里、埃什讷韦、奥尔内、普雷弗桑－莫昂、韦尔索内。
塞尼的时区为UTC+01:00、UTC+02:00（夏令时）。

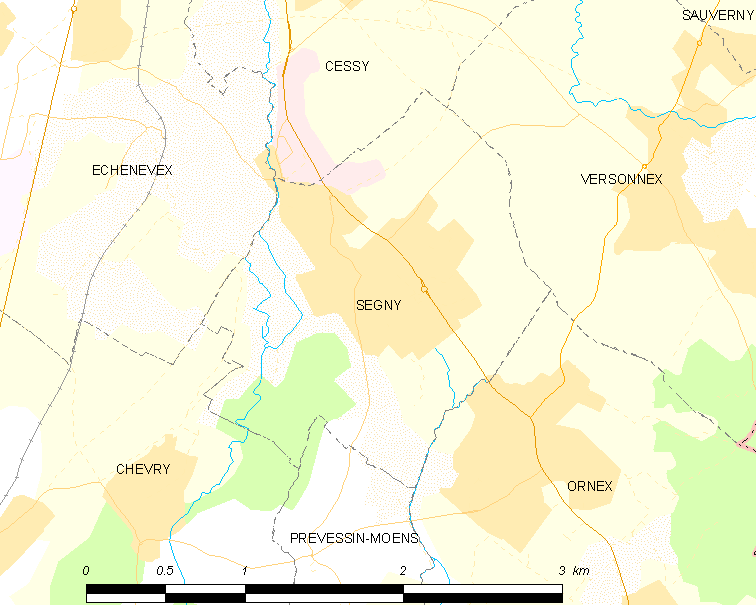
塞尼的OSM定位图

## 行政
塞尼的邮政编码为01170，INSEE市镇编码为01399。

## 政治
塞尼所属的省级选区为图瓦里县。

## 人口

1962-2008年间塞尼人口变化图示

塞尼于2022年1月1日时的人口数量为2676人。